# Чемпионат России по боксу среди женщин 2024
25-й Чемпионат России по боксу среди женщин 2024 года прошёл в Серпухове с 1 по 10 ноября 2024 года во дворце спорта «Надежда».
Призовой фонд турнира составил 24 миллиона рублей. Победительница получила 1,5 млн рублей, серебряный призер — 250 тыс. рублей, бронзовый — 125 тыс. рублей.
Изначально турнир должен был пройти в Брянске, но в связи с полномасштабным вторжением России в Украину и обстрелами Брянской области место и сроки проведения женского чемпионата России 2024 года были вынужденно изменены. Серпухов, уже принимал турнир в 2004 году. 
Заявки на участие в турнире подали 185 спортсменок из 50 регионов страны.

## Расписание
| Дата                             | События. Раунды соревнования                                         |
| -------------------------------- | -------------------------------------------------------------------- |
| Пятница, 1 ноября 2024           | Комиссия по допуску, жеребьёвка, взвешивание, официальная тренировка |
| Суббота—Четверг, 2—7 ноября 2024 | Предварительные бои                                                  |
| Пятница, 8 ноября 2024           | Полуфиналы                                                           |
| Суббота, 9 ноября 2024           | Финалы                                                               |
| Воскресенье, 10 ноября 2024      | День отъезда                                                         |

## Медалисты
| Весовая категория | Золото                                                     | Серебро                                                | Бронза                                                                                               |
| ----------------- | ---------------------------------------------------------- | ------------------------------------------------------ | --- |
| до 48 кг          | Юлия Чумгалакова · Московская область · Башкортостан       | Лия Патлай · Ивановская область                        | Алёна Артёмова · Московская область · Ульяновская область Карина Фейзулина · Москва                  |
| до 50 кг          | Рината Безель · Москва · Ульяновская область               | Карина Коробова · Краснодарский край                   | Рукет Куштова · Хабаровский край Варвара Чеботарёва · Волгоградская область                          |
| до 52 кг          | Анна Аэдма · Алтайский край                                | Анастасия Кооль · Краснодарский край                   | Ульяна Савро · Ростовская область · ДНР Анастасия Маркова · Москва                                   |
| до 54 кг          | Карина Тазабекова · Санкт-Петербург                        | Дарья Пантелеева · Бурятия                             | Валерия Линькова · Краснодарский край Наталья Самохина · Новосибирская область                       |
| до 57 кг          | Людмила Воронцова · Московская область · Бурятия           | Любовь Макеева · Московская область · Тверская область | Ксения Дешеулина · Ярославская область Яна Мещерина · Оренбургская область                           |
| до 60 кг          | Нуне Асатрян · Краснодарский край                          | Надежда Голубева · Краснодарский край                  | Анастасия Кононова · Челябинская область Ирина Автина · Челябинская область                          |
| до 63 кг          | Елена Бабичева · Московская область · Брянская область     | Алина Пушкарь · Краснодарский край                     | Александра Ордина · Санкт-Петербург Ульяна Луферова · Приморский край                                |
| до 66 кг          | Альбина Молдажанова · Тюменская область                    | Азалия Аминева · Башкортостан                          | Марина Железнова · Тверская область Наталья Соколова · Москва                                        |
| до 70 кг          | Дарима Сандакова · Бурятия · Московская область            | Ангелина Витова · Московская область                   | Анастасия Эсман · Кемеровская область Лада Еськина · Архангельская область                           |
| до 75 кг          | Анастасия Шамонова · Краснодарский край · Хабаровский край | Елена Гапешина · Севастополь · Бурятия                 | Елизавета Абрамова · Самарская область Оксана Чилякова · Челябинская область                         |
| до 81 кг          | Салтанат Меденова · Омская область                         | Анастасия Демурчян · Краснодарский край                | София Охотникова · Красноярский край Евгения Молочкова · Нижегородская область · Ульяновская область |
| свыше 81 кг       | Кристина Ткачёва · Московская область · Бурятия            | Мария Кучманова · Мордовия                             | Диана Пятак · Ставропольский край Ксения Олифиренко · Краснодарский край                             |